# Liste der Biografien/Rien
Liste der Biografien |
Portal Biografien |
Personensuche
# |
A |
B |
C |
D |
E |
F |
G |
H |
I |
J |
K |
L |
M |
N |
O |
P |
Q |
R |
S |
T |
U |
V |
W |
X |
Y |
Z |
?
 
Ra |
Rb |
Rd |
Re |
Rh |
Ri |
Rj |
Rk |
Rl |
Rm |
Rn |
Ro |
Rr |
Rs |
Rt |
Ru |
Rv |
Rw |
Rx |
Ry |
Rz
 
Ria |
Rib |
Ric |
Rid |
Rie |
Rif |
Rig |
Rih |
Rii |
Rij |
Rik |
Ril |
Rim |
Rin |
Rio |
Rip |
Riq |
Rir |
Ris |
Rit |
Riu |
Riv |
Riw |
Rix |
Riy |
Riz
 
Rieb |
Riec |
Ried |
Rief |
Rieg |
Rieh |
Riek |
Riel |
Riem |
Rien |
Riep |
Rier |
Ries |
Riet |
Rieu |
Riev |
Riew |
Riex |
Riez
Die Liste der Biografien führt alle Personen auf, die in der deutschsprachigen Wikipedia einen Artikel haben. Dieses ist eine Teilliste mit 30 Einträgen von Personen, deren Namen mit den Buchstaben „Rien“ beginnt.

## Rien
- Rien, Roman (* 1974), deutscher Schauspieler

### Riena
- Rienäcker, Adrian (* 1964), deutscher Hochschullehrer
- Rienäcker, Cai, deutscher Journalist
- Rienäcker, Gerd (1939–2018), deutscher Musikwissenschaftler
- Rienäcker, Günther (1904–1989), deutscher Chemiker und SED-Funktionär, MdV
- Rienäcker, Gustav (1861–1935), deutscher Maler und Hochschullehrer
- Rienäcker, Johann August (1779–1859), deutscher Theologe und Autor
- Rienäcker, Sandra (* 1968), deutsche Malerin, Grafikerin und Zeichnerin
- Rienäcker, Waldemar (* 1895), deutscher Unternehmer und Wehrwirtschaftsführer im nationalsozialistischen Deutschen Reich
- Rienaecker, Victor (1887–1972), britischer Kunsthistoriker, Sammler und Kurator

### Riend
- Rienda, María José (* 1975), spanische Skirennläuferin
- Riendeau, Vincent (* 1966), kanadischer Eishockeytorwart und -trainer
- Riendeau, Yannick (* 1984), kanadischer Eishockeyspieler
- Riendeau, Yannick (* 1988), kanadischer Eishockeyspieler

### Riene
- Rieneck, Michael (* 1966), deutscher Spieleautor
- Rienecker, Fritz (1897–1965), evangelischer Publizist, Pfarrer und Theologe und Herausgeber der Wuppertaler Studienbibel
- Rienen, Ursula van (* 1957), deutsche Mathematikerin und Hochschullehrerin (Theoretische Elektrotechnik)
- Riener, Barbara (* 1962), österreichische Psychotherapeutin und Politikerin (ÖVP), Landtagsabgeordnete, Abgeordnete zum Nationalrat
- Riener, Christian (* 1967), österreichischer Militär
- Riener, Rudolf H. (1942–2012), österreichischer Journalist

### Rienh
- Rienhardt, Rolf (1903–1975), deutscher Jurist, Pressefunktionär und Politiker (NSDAP), MdR
- Rienhoff, Otto (* 1949), deutscher Medizininformatiker

### Rieni
- Rieniets, Tim (* 1972), deutscher Stadtplaner und Hochschullehrer

### Rienk
- Rienks, Nico (* 1962), niederländischer Ruderer
- Rienks, Ralf (* 1997), niederländischer Ruderer
- Rienks, Rik (* 1995), niederländischer Ruderer

### Rient
- Rienth, Felix (* 1970), Schweizer Konzertsänger (Tenor)

### Rienz
- Rienzi, Adrian Cola (1905–1972), trinidadischer Politiker und Gewerkschafter
- Rienzner, Karl Erich (1899–1978), österreichischer Facharzt für Hals-Nasen-Ohren-Heilkunde
- Rienzo, Cola di (1313–1354), italienischer Politiker und VolkstribunCola di Rienzo (1313–1354)

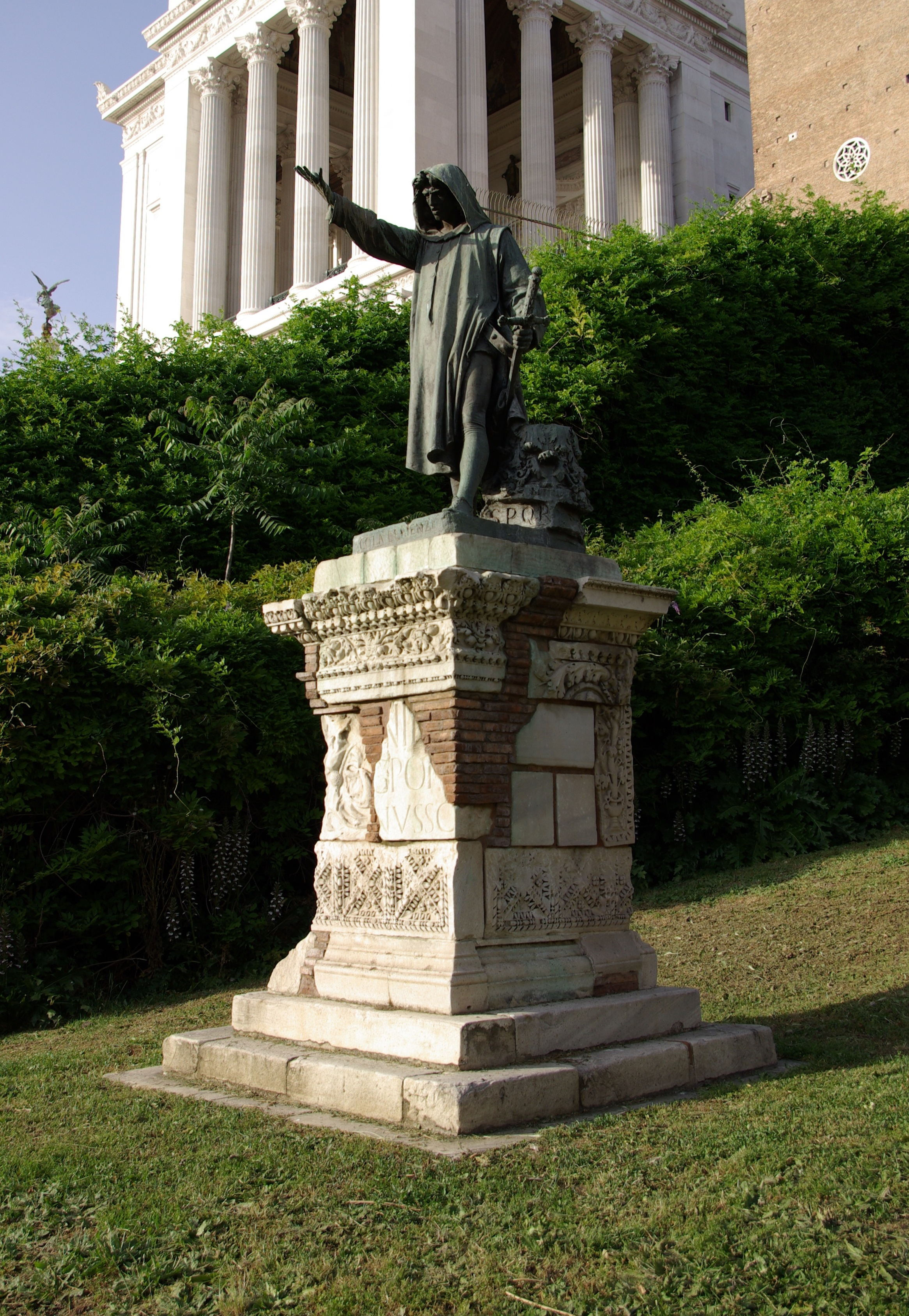
Cola di Rienzo (1313–1354)